# KNOCK
《KNOCK》是韓國歌手李彩演於2023年4月12日發行的單曲，作為她第二張迷你專輯《Over The Moon》的主打歌。

## 歌曲風格與主題
《KNOCK》的核心訊息是「我會主動敲響你的心門」，傳達出一種積極主動的態度。歌曲以敲門聲作為開場，並透過重複性高的副歌增強了洗腦效果。在音樂風格上，《KNOCK》採用充滿活力的節奏，為聽眾帶來豐富且鮮明的聽覺體驗。
李彩演在接受媒體訪問時提到，當她第一次聽到《KNOCK》的指導音軌時，曾擔心自己是否能夠充分駕馭這首充滿力量的作品。她表示：「我認真思考要如何在展現自己獨特魅力的同時完成這首歌的舞台演出，並且非常努力地練習」。
《KNOCK》的音樂風格被形容為充滿能量且強調表演性。該曲由徐龍培與 Cosmic Girl 共同作詞，作曲部分則由徐龍培負責。歌詞主題傳達了主動「敲開」他人心扉的概念，強調積極出擊而非被動等待。《KNOCK》收錄於迷你專輯《Over the Moon》中，為第二首曲目。

## 音樂錄影帶

### 概念與主題
《KNOCK》的音樂錄影帶以「想成為的High-teen」為概念，展現了從清新青澀的模範生到充滿自信和從容的偶像等多種魅力。歌詞傳達了主動追求對方心意的訊息，如同歌曲名稱《KNOCK》一樣，表達了「我會先敲響你的心門」的積極態度。值得注意的是，李彩演過去的作品中曾出現「吸血鬼世界觀」，而《KNOCK》的音樂錄影帶似乎延續了這一主題，但以更現代的方式呈現，可謂「21世紀的吸血鬼。在音樂錄影帶的預告片中，可以看到李彩演身穿純白色襯衫，好奇地發現一個裝飾華麗的紅色衣櫥。隨後，畫面切換到她身穿鮮紅色洋裝躺在衣櫥裡睜開眼睛，並在月光下自信地跳舞。白色與紅色的鮮明對比，暗示了「想成為的High-teen」概念中可能存在的轉變或隱藏的一面，這或許與現代吸血鬼的主題有所關聯。相較於傳統哥德式的吸血鬼形象，「21世紀的吸血鬼」概念更著重於現代感和吸引力。預告片中純潔的白色與魅惑的紅色之間的並置，暗示了在看似天真爛漫的少女形象之下，可能隱藏著更為大膽和自信的一面，這也為音樂錄影帶的故事敘述增添了懸念。

### 拍攝手法與視覺風格
《KNOCK》的音樂錄影帶以其令人印象深刻的鏡頭運動而著稱，特別是著重於展現李彩演的舞蹈表演。其中一個引人注目的拍攝技巧是在李彩演的獨舞場景中使用了旋轉的鏡子，營造出視覺上非常奇特的效果。據悉，這種旋轉鏡子的效果是通過在拍攝過程中實際轉動鏡子來實現的 。此外，音樂錄影帶可能還運用了類似「子彈時間」的技術，或至少使用了多部攝影機從不同角度拍攝，以創造出動感十足且多視角的舞蹈畫面。李彩演本人也提到在拍攝過程中，她周圍架設了大約十部攝影機。這種多機位設置進一步印證了製作團隊對於呈現精湛舞蹈表演的重視，並可能利用多角度的切換來增強視覺衝擊力。

### 幕後花絮
《KNOCK》音樂錄影帶的拍攝地點包括一間臥室、一間風格「奇特而舒適」的廚房，以及一個教室場景。李彩演在音樂錄影帶中換了多套服裝，包括一件白色襯衫、一件紅色洋裝、運動服和一套校服。拍攝期間的一些趣聞包括李彩演在床上自拍、在廚房喝櫻桃汁，以及在教室場景中露出驚訝的表情。第二天的拍攝則以運動風格為主，其中一個場景是李彩演身穿紅色洋裝在月光下跳舞。在教室的一個場景中，李彩演看著日記，臉上露出了驚訝的表情。最後一個場景則是李彩演紮著馬尾，以「羽毛仙子」的造型亮相。李彩演在拍攝過程中特別強調了與舞者之間的默契以及她自身的表情管理。音樂錄影帶的拍攝既有獨舞的鏡頭，也有與舞者們共同演出的群舞場景  4 。這些多樣的拍攝地點和服裝選擇，暗示了「想成為的High-teen」概念的多個面向，以及可能存在的「21世紀吸血鬼」主題的潛在不同表現形式。